# On the Turning Away
On the Turning Away е песен на британската прогресив рок „Пинк Флойд“, издадена в техния тринадесети студиен албум A Momentary Lapse of Reason (1987). Песента е основна част от концертите на групата в периода 1987 - 1989 г., при представянето на A Momentary Lapse of Reason, и е една от песните често включвана в репертоара на „Пинк Флойд“ по време на турнето в подкрепа на албума The Division Bell (1994). On the Turning Away е включена от Дейвид Гилмор в неговото турне On an Island Tour през 2006 г. и е част от албумите записани на живо Delicate Sound of Thunder (1988) на „Пинк Флойд“ и Live in Gdańsk (2008) на Дейвид Гилмор.
Песента често се описва като протестна песен и е една от по-политическите песни на „Пинк Флойд“, издадена след напускането на Роджър Уотърс. Основната концепция идва от Антъни Мур, но Дейвид Гилмор зявява, че е пренаписал последния стих както на On the Turning Away, така и на Learning to Fly. В музикално отношение песента е описана като „мощна балада“. Басистът Гай Прат казва за музикалната структура на On the Turning Away (позовавайки се на напълно непланирано изпълнение през 2006 г.): „Песента има само пет акорда, но те няма задължително да се покажат там, където смятате, че ще се появят.“ Музикалният критик Доминик Брюкнер отбелязва, че това е една от ритмично най-сложните песни на „Пинк Флойд“, в която непрекъсното се редуват разлчини времеви моменти.

## Списък с песните
1. On the Turning Away (Дейвид Гилмор и Антъни Мур) - 4:43
2. Run Like Hell (Live Version) (Дейвид Гилмор и Роджър Уотърс) - 7:30

## Музиканти

### Основни
- Дейвид Гилмор - основни вокали, електрическа китара и акустична китара
- Ник Мейсън - ударни

### Допълнителни
- Джон Карин - синтезатор
- Тони Левин - бас китара
- Джим Келтнер - барабани
- Ричард Райт - хамонов орган и задни вокали